# He 59 (航空機)
He 59 は、ドイツのハインケル社で製作され、戦間期にドイツで採用された双発の偵察機/雷撃機である。水上型と陸上型があるが、主に水上型が生産された。第二次世界大戦初期には、海難救助機や練習機として地味ながら重用された。

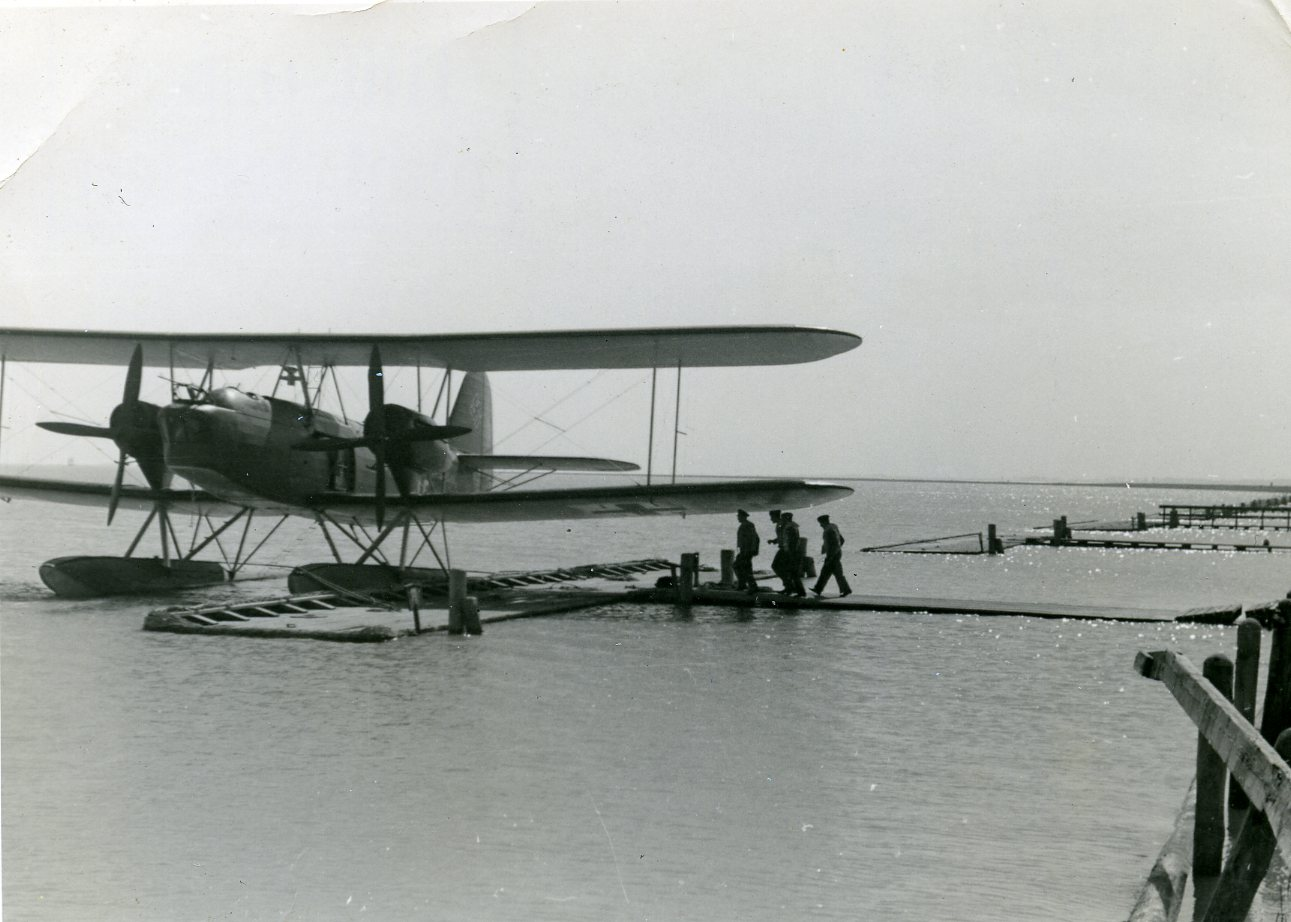

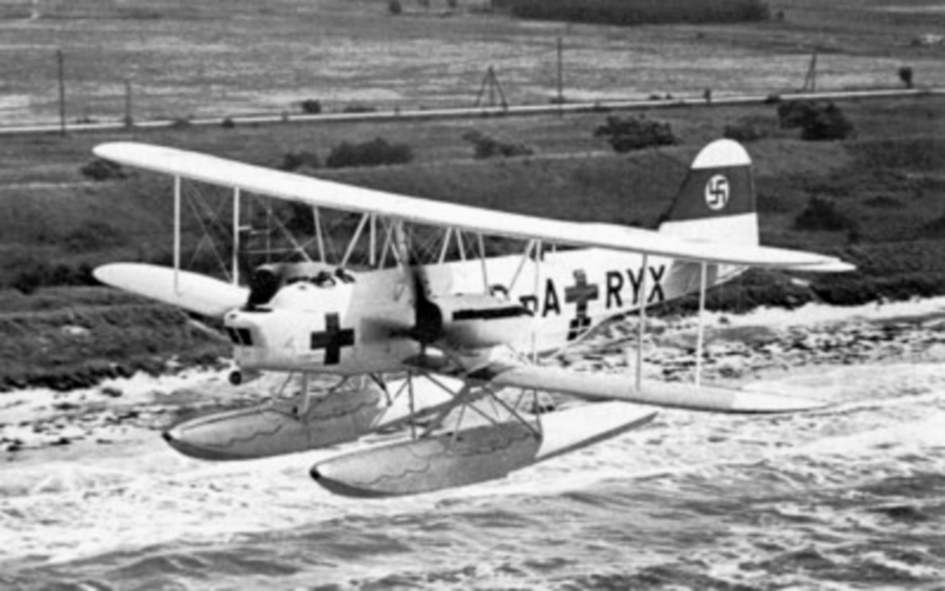

## 概要
ドイツ海軍が1930年に要請した観測/標的曳航機の開発に従って、ハインケル社が開発した機体がHe 59で、1931年に試作機が初飛行した。双発複葉の大型機で、試作1号機は陸上機として、2号機は水上機として製作された。テストの結果ドイツ海軍は水上型を哨戒爆撃機として採用することにした。これ以降の生産機のほとんどは、水上機として生産されることとなった。
胴体部は鋼管構造に羽布・合板張りであり、主翼は木桁に金属張りの内翼と羽布張りの外翼を支柱と張り線で連結した構造となっている。エンジンは上下翼間に取り付けられており、4翅の木製固定ピッチプロペラを装備していた。
1934年の夏に、民間飛行学校に偽装した海軍の訓練校に非武装型14機の配備が行われ、ドイツ再軍備以降は武装型が沿岸飛行隊に配備された。スペイン内戦ではドイツの義勇部隊であるコンドル軍団に参加し、船舶や港湾施設への攻撃に従事、内戦終結後は3機がスペイン海軍に供与されている。
沿岸飛行隊から退役した後は海上救助機に転用され、鈍足で旧式ながら各地で航空機搭乗員の救助に活躍した。

## スペック
※要目はHe 59B-2のもの。
- 全長： 17.40 m[1]
- 全幅： 23.70 m[1]
- 全高： 7.10 m[1]
- 全備重量： 9,100 kg[1]
- エンジン： BMW VI 6.0 ZU 水冷 V型12気筒　660 hp/1,650 rpm × 2
- 最大速度： 209 km/h（高度1,000m）[1]
- 上限高度： 3,500 m[1]
- 航続距離： 1,750 km[1]
- 武装
  - MG15 7.92 mm 機銃 × 2（機首・胴体）[1]
  - 爆弾 700 kg（胴体爆弾倉） または 魚雷× 1（下面）[1]
- 乗員： 4名[1]